# Романенго
Романѐнго (на италиански: Romanengo, на местен диалект: Rumanench, Руманенк) е малко градче и община в Северна Италия, провинция Кремона, регион Ломбардия. Разположено е на 81 m надморска височина. Населението на общината е 3070 души (към 2010 г.).